# Florian Egerer
Florian Egerer (* 17. Februar 1998 in Berlin) ist ein deutscher Fußballspieler. Er steht beim MSV Duisburg unter Vertrag.

## Karriere
Nach seinen Anfängen in der Jugend des SC Staaken wechselte er im Sommer 2011 in die Jugendabteilung von Hertha BSC. Dort kam er zu seinen ersten Einsätzen in der viertklassigen Regionalliga Nordost, ehe er sich im Sommer 2019 dem SV Meppen anschloss. Am 20. Juli 2019 debütierte Egerer zum ersten Mal im Profibereich in der 3. Liga am 1. Spieltag bei der 0:2-Heimniederlage gegen den FSV Zwickau. Sein 45-minütiger Einsatz wurde zur Halbzeit beendet. Am 14. September 2019 erzielte Florian Egerer sein erstes Tor im Profibereich beim 6:1-Heimerfolg gegen den 1. FC Kaiserslautern.
Zur Saison 2022/23 wechselte Egerer in die Regionalliga Nord zum VfB Lübeck, bei dem er einen Vertrag bis zum 30. Juni 2024 unterschrieb. In seinem ersten Jahr schaffte er mit der Mannschaft als Meister den Aufstieg in die 3. Liga. In der Saison 2023/24 stieg man allerdings direkt wieder ab.
Zur Saison 2024/25 wechselte Egerer in die Regionalliga West zum Mitabsteiger MSV Duisburg.

## Erfolge
- Meister der Regionalliga West und Aufstieg in die 3. Liga: 2025 (mit dem MSV Duisburg)
- Meister der Regionalliga Nord und Aufstieg in die 3. Liga: 2023 (mit dem VfB Lübeck)
- SHFV-Pokal-Sieger: 2023 (mit dem VfB Lübeck)
- Niedersachsenpokal-Sieger: 2021 (mit dem SV Meppen)